# Eurytoma erythroaspis
Eurytoma erythroaspis is een vliesvleugelig insect uit de familie Eurytomidae. De wetenschappelijke naam is voor het eerst geldig gepubliceerd in 1905 door Cameron.